# گروه ام‌تی‌وای فود
گروه ام‌تی‌وای فود (انگلیسی: MTY Food Group) شرکت صنایع غذایی کانادایی است، که در سال ۱۹۷۹ توسط استنلی ما تأسیس شد.